# 三河镇 (仪陇县)
三河镇，是中华人民共和国四川省南充市仪陇县下辖的一个乡镇级行政单位。2019年9月，撤销龙桥乡，将其所属行政区域划归三河镇管辖。

## 行政区划
三河镇下辖以下地区：
川江社区、十字垭村、鹞子洞村、吊索湾村、倒角湾村、黄泥包村、天梁寨村、九龙寺村、瓦店子村、新桥村、松花嘴村、众山包村、火石包村、土墙坪村、杨家寨村、陡石梯村、瓦窑坝村、黑湾村、关口梁村、河街村和火烧包村、关门石村、两路口村、葫芦颈村、新拱桥村、贾村寺村、跳墩河村、鸡公岭村、高观庙村、李基山村、新寨梁村、党家坝村和阳仲湾村。